# Wilhelm Schäffler

Wilhelm Schäffler

Wilhelm Schäffler (* 16. Oktober 1856 in Stuttgart oder Rietenau; † 20. November 1910 in der Heilanstalt Charlottenhöhe, Gemeinde Schömberg) war ein deutscher Gewerkschafter und Politiker (SPD). Er zählte 1874 zu den Mitbegründern der Heilbronner SPD, war von 1902 bis zu seinem Tod Mitglied in der Abgeordnetenkammer der Württembergischen Landstände und von 1904 bis zu seinem Tod Mitglied des Heilbronner Gemeinderats.

## Leben
Schäffler war der Sohn eines Schreiners und evangelischer Konfession. Nach dem Besuch der Volksschule machte er eine Lehre als Klaviermacher, ging dann auf Wanderschaft durch Deutschland und war als Instrumentenmacher tätig. Im September 1874 gründete er zusammen mit vier anderen Handwerkern, darunter Gustav Kittler, im Heilbronner Gasthof Zur Rose den Ortsverein der SDAP, aus der 1890 die SPD hervorging.
Schäffler lebte in Stuttgart, wo er Vorstand des gewerkschaftsähnlichen Tischler-Vereins war. Da er als solcher in Stuttgart keine Arbeit mehr fand, zog er im Winter 1886/87 nach Heilbronn, wo er einer der ersten Gewerkschafter war. 1893 zählte er zu den örtlichen Mitbegründern des Holzarbeiterverbands und war einer der führenden Verbandsfunktionäre. Im Herbst desselben Jahres schaltete er sich in eine Auseinandersetzung der Heilbronner Brauer ein. Zwei Brauereien hatten Mitte September jeweils einen gewerkschaftlich organisierten Arbeiter entlassen. Die Vereinigten Gewerkschaften in Heilbronn stellten daraufhin eine Kommission auf, zu der auch Schäffler gehörte und die mit den beiden Brauereibesitzern über die Wiedereinstellung der Arbeiter verhandeln sollte. Während diese bei der Brauerei Jacob gelang, weigerte sich die Brauerei Neuffer, die Kommission auch nur anzuerkennen, und stellte den Entlassenen nicht wieder ein. Daraufhin beschloss eine von den Vereinigten Gewerkschaften einberufene öffentliche Volksversammlung am 26. September den Boykott der Brauerei Neuffer, und die Kommission rief in zwei Flugblättern sämtliche Arbeiter auf,  Gastwirtschaften und Läden, die Neuffer-Bier verkauften, nicht zu besuchen. Polizei und Staatsanwaltschaft führten Hausdurchsuchungen bei den Kommissionsmitgliedern durch und erhoben Anklage wegen Erpressung. Am 24. Oktober beschloss eine Volksversammlung dennoch einstimmig die Aufrechterhaltung des Boykotts. Die Forderungen gegen Neuffer konnten aber nicht durchgesetzt werden, und am 29. März 1894 erging ein Urteil des Heilbronner Schwurgerichts gegen die Kommissionsmitglieder wegen versuchter Erpressung. Schäffler wurde zu drei Wochen Haft verurteilt.
Nach dem Boykott und der Haft hatte Schäffler anscheinend auch in Heilbronn Schwierigkeiten, eine neue Stelle zu finden, und entschloss sich 1894, im Einvernehmen mit den Heilbronner Gewerkschaften den Gasthof Zur Rose am Marktplatz zu übernehmen, „um der organisierten Arbeiterschaft ein Heim bieten zu können“. Als Wirt der Rose erlebte er auch die Krawalle nach der Niederlage des SPD-Kandidaten Gustav Kittler in der Reichstags-Stichwahl vom 24. Juni 1898 gegen den konservativen Kandidaten Paul Hegelmaier, Heilbronns Oberbürgermeister, bei denen Schäffler durch mehrere Steinwürfe am Kopf verletzt wurde.
1900 wurde Schäffler Vorsitzender des Heilbronner Gewerkschaftskartells. Im selben Jahr kandidierte er erstmals im Wahlkreis Heilbronn Amt für die Abgeordnetenkammer der Württembergischen Landstände. Nach dem ersten Wahlgang am 5. Dezember 1900 wurde eine Stichwahl am 18. Dezember gegen den VP-Kandidaten und Mandatsträger Robert Münzing erforderlich, die Schäffler verlor. Nach dem Tod Münzings fand am 28. Oktober 1902 eine Nachwahl statt, bei der Schäffler erneut kandidierte. Bei der erneut erforderlichen Stichwahl am 10. November 1902 konnte er sich gegen Paul Hegelmaier durchsetzen. Am 10. Dezember trat er als erster Heilbronner SPD-Abgeordneter in die Kammer ein. Bei der regulären Wahl am 5. Dezember 1906 trat er erneut an und konnte sich in der Stichwahl am 18. Dezember 1906 gegen Wilhelm Haag vom Bauernbund wieder durchsetzen. In der Abgeordnetenkammer gehörte er der Volksschulkommission an. Von 1904 (Wahl am 4. Dezember 1903) bis zu seinem Tod 1910 gehörte Schäffler dann auch dem Heilbronner Gemeinderat an.
Ab 1909 war Schäffler schwer krank. Er starb am 20. November 1910 in einer Heilanstalt. Nach seinem Tod fand am 11. Januar 1911 eine Ersatzwahl im Wahlkreis Heilbronn Amt statt. Zu Schäfflers Nachfolger wurde der SPD-Kandidat August Hornung gewählt.

## Familie
Schäffler heiratete 1879. Aus der Ehe ging sein Sohn Albert Schäffler (1882–1958) hervor, der Gastwirt und SPD-Stadtrat in Heilbronn war.

## Auszeichnungen
Vom 25. September 1947 bis 10. Juni 1948 gab es in Heilbronn eine Wilhelm-Schäffler-Straße. Sie erhielt ihren Namen, als eine Gemeinderatsmehrheit aus SPD und KPD gegen die Stimmen von CDU und DVP insgesamt 128 Straßen und Plätze in Heilbronn umbenannte, und hieß zuvor Wörther Straße. Am 10. Juni 1948 erhielt sie, nachdem die Mehrheitsverhältnisse im Gemeinderat sich geändert hatten, wieder ihren alten Namen. 1956 wurde die Wörther Straße aufgehoben und als Verlängerung der Alexanderstraße (beim Hauptfriedhof) zugeschlagen.